# Neelima Azeem
Neelima Azeem (2 de diciembre de 1959) es una actriz india y una bailarina profesional de Kathak. Azeem es madre de los actores Shahid Kapoor y Ishaan Khatter.

## Biografía
Neelima Azeem nació el 2 de diciembre de 1959 en Bombay. Su padre, Anwar Azim, era un periodista marxista y autor en idioma Urdu. Su madre, Khalija Azim, perteneció a la familia del novelista y periodista Khwaja Ahmad Abbas e hija de poeta, Anwar Azim. Sus padres eran periodistas  quienes trabajaron para la entonces publicación de revista de la Unión Soviética, Sputnik donde  tradujeron urdu a ruso..
Azeem comenzó a bailar a los 15 año. Fue aprendiz de Birju Maharaj y Munna Shukla.
Azeem estuvo casada con el actor Pankaj Kapur desde 1975. Tuvieron un hijo, el actor Shahid Kapoor. Azeem y Pankaj Kapur se divorciaron en 1984. Después del divorcio, Shahid vivió con su madre y sus abuelos maternos, en Nueva Delhi. Azeem volvió a Bombay cuándo Shahid Kapoor tenía 10 años.
Azeem se casó con el actor Rajesh Khattar en 1990. Tuvieron un hijo, el también actor Ishaan Khatter. Azeem y Rajesh Khattar se divorciaron en 2001.

## Carrera
Azeem ha aparecido en las películas y series de televisión de Bollywood. En 2014,  actuó en el Festival anual de PanchTatva en Bombay.

## Filmografía
| Año  | Película                       | Personaje                               | Observaciones                                                                |
| ---- | ------------------------------ | --------------------------------------- | ---------------------------------------------------------------------------- |
| 2018 | The Illegal                    | Mami                                    | [ 6 ]                                                                        |
| 2018 | Blackmail                      | Madre de Dolly                          |                                                                              |
| 2017 | Sthir                          | Guru of belarusian girl learning Kathak | Cortometraje Proyectado en la edición de 2017 del Berlin Short Film Festival |
| 2017 | Majaz- Ae Gham-e-Dil Kya Karun | Nabi                                    |                                                                              |
| 2016 | Alif                           | Zahara                                  | Estrenada en el Indian International Film Festival de Queensland             |
| 2013 | Dehraadun Diary                | Mrs Thakur, madre de Vishesh            |                                                                              |
| 2012 | Future To Bright Hai Ji        | Romila Motwani                          | [ 8 ]                                                                        |
| 2008 | Yaari Mere Yaar Ki             |                                         |                                                                              |
| 2007 | Just Married                   | Tía de Ritika                           |                                                                              |
| 2003 | Ishq Vishk                     | Mrs. Mathur, madre de Rajiv             |                                                                              |
| 2003 | Hum Hai Pyar Mein              |                                         | [ 9 ]                                                                        |
| 2000 | Kaala Mandir                   |                                         | [ 10 ]                                                                       |
| 1997 | Itihaas                        | Naveli                                  |                                                                              |
| 1996 | Hahakar                        | Ragini                                  | [ 11 ]                                                                       |
| 1996 | Chhota Sa Ghar                 | Agni                                    | [ 12 ]                                                                       |
| 1994 | Aaja Re O Sajna                |                                         | [ 13 ]                                                                       |
| 1993 | Dil Apna Preet Parai           | Neelima                                 | [ 14 ]                                                                       |
| 1992 | Karm Yodha                     | Hermana de Sameer                       | [ 15 ]                                                                       |
| 1992 | Nagin Aur Lootere              | Neelam                                  |                                                                              |
| 1991 | Sadak                          | Chanda                                  |                                                                              |
| 1990 | Salim Langde Pe Mat Ro         | Mumtaz                                  |                                                                              |
| 1984 | Kaliyil Alpam Karyam           | Radha                                   | Malayalam film                                                               |
| 1981 | Andha Kanoon                   |                                         | No acreditada                                                                |

### Televisión
| Año  | Programa                   | Personaje             | Canal                | Observaciones |
| ---- | -------------------------- | --------------------- | -------------------- | ------------- |
| 2010 | Dhoondh Legi Manzil Humein |                       | STAR One             | [ 16 ]        |
| 2007 | Aek Chabhi Hai Padoss Mein | Devyani               | Star Plus            | [ 17 ]        |
| 2007 | Dhoom Machaao Dhoom        |                       | Disney Channel India | [ 16 ]        |
| 2003 | Kashmeer                   | Munira Bhatt          | Star Plus            |               |
| 2002 | Amrapali                   |                       | Doordarshan          | [ 18 ]        |
| 1998 | Saans                      | Ajit's estranged wife | Star Plus            |               |
| 1996 | Hina                       |                       |                      | [ 19 ]        |
| 1994 | Shanti                     | Iravati               | DD National          |               |
| 1994 | Junoon                     |                       | Doordarshan          |               |
| 1993 | Zameen Aasmaan             |                       | Doordarshan          |               |
| 1993 | Bible Ki Kahaniyan         | Rebecca               | DD National          |               |
| 1992 | Talaash                    |                       | Doordarshan          | [ 16 ]        |
| 1990 | The Sword of Tipu Sultan   | Mumtaz                | DD National          |               |
| 1990 | Titli                      | Shalini               | Doordarshan          | Telefilm      |
| 1989 | Phir Wahi Talash           | Shehnaz               | Doordarshan          |               |